# Invention (Ligeti)
Invention (en español, Invención) es una de las primeras composiciones del compositor húngaro György Ligeti. Está escrita para piano solo y fue compuesta en 1948.

## Composición
Durante el momento de la composición, Hungría había pasado por la Segunda Guerra Mundial y estaba a punto de entrar en la era estalinista, que duraría siete años. En ese momento, Ligeti tenía 24 años y todavía era estudiante en la Academia de Música Franz Liszt. Muy influenciado por el estilo de Béla Bartók, Ligeti escribió la composición en 1948, como composición académica para las clases de Sandor Veress. La pieza fue dedicada a György Kurtág, un compañero de estudios del compositor, y más tarde fue publicada por Schott Music junto con Due capricci de 1947, a pesar de que fueron compuestas con un año de diferencia y fueron concebidas por separado.

## Análisis
La obra es una composición muy corta para piano, con una duración aproximada de un minuto en su interpretación. Cuando se le pidió que escribiera una invención similar a las de Bach, Ligeti la compuso con su propio estilo armónico. Esta invención en dos partes muestra un contrapunto muy utilizado y presenta segmentos melódicos altamente cromáticos. Es una pieza muy rápida, marcada con Risoluto, ♩ = 88, y gravita hacia Fa.

## Grabaciones
A continuación se muestra una lista de algunas de las grabaciones más notables de esta composición:
| Intérprete                 | Compañía discográfica | Año de grabación | Formato |
| -------------------------- | --------------------- | ---------------- | ------- |
| Fredrik Ullén              | Registros BIS         | 1972             | CD      |
| Pierre Charial (organillo) | Sony Classical        | 1997             | CD      |
| Irina Kataeva              | Sony Classical        | 1997             | CD      |